# You’ll Find Out
You’ll Find Out ist eine US-amerikanische Krimikomödie aus dem Jahr 1940 unter der Regie von David Butler.
In dieser Geschichte um ein junges Mädchen (Helen Parrish), das um sein Erbe betrogen werden soll, spielen neben Kay Kyser die vor allem aus Horrorfilmen bekannten Schauspieler Peter Lorre, Boris Karloff und Bela Lugosi Hauptrollen.

## Handlung
Kay Kyser und seine Band werden von Janis Bellacrest engagiert, um auf der Party, die anlässlich ihres 21. Geburtstages stattfindet, zu spielen. Seit dem Tod von Janis’ Vater verwaltet ihre Tante Margo „Bellacrest Manor“, einen düsteren Landsitz, auf dem das Fest stattfinden soll. Tante Margo, eine sehr exzentrische Dame, ist Janis’ Vormund bis zu ihrer Volljährigkeit. Als sich während der Party ein Gewitter zusammenbraut, vertraut Margo Kay an, dass sie mit dem Toten in einer Art Wohngemeinschaft zusammengelebt habe und macht ihn dann mit dem ominösen Richter Mainwaring bekannt. Als dann auch noch der bedrohlich wirkende Prinz Saliano Unheil verkündende Andeutungen fallen lässt, will Kay eigentlich so schnell wie möglich mit seiner Band das Anwesen verlassen. Das wird ihnen jedoch unmöglich gemacht, da ein Blitzschlag eine Brücke zerstört hat, die die einzige Verbindung zum Festland sicherstellte. Janis macht Kay mit Professor Carl Fenniger bekannt, den sie gebeten hat, Saliano zu entlarven, da sie den Verdacht hegt, dass er ihre Tante ausnehmen wolle. Fenniger gilt als Experte auf dem Gebiet für übernatürliche Phänomene. Wie Kay herausfindet, haben jedoch Fenniger, Saliano und Mainwaring ein Komplott geschmiedet, um an das bisher von Margo, die ihnen alle Freiheiten ließ, verwaltete Vermögen zu kommen, das Janis mit ihrer Volljährigkeit zusteht. Während einer Séance löst sich ganz plötzlich der Kronleuchter von der Decke, der genau über Janis’ Stuhl hängt, und verfehlt nur knapp sein Ziel. Kay ist nun klar, dass man Janis nach dem Leben trachtet. Kurz darauf erwischt er Saliano dabei, wie er mit einer Schallvorrichtung die Stimme von Janis’ verstorbenem Vater imitiert und wird in der Folge mit einer von Richter Mainwaring auf ihn gerichteten Waffe konfrontiert. Es gelingt ihm jedoch, Mainwaring zu Boden zu ringen, und auch eine angezündete Dynamitstange wird er mit Hilfe eines Hundes wieder los. Die drei Möchtegern-Mörder sind nun entlarvt und Janis kann ihr Erbe antreten.

## Produktion und Hintergrund
Die Dreharbeiten zum Film fanden vom 8. August bis zum 9. Oktober 1940 statt. Am 22. November 1940 startete You’ll Find Out in den Kinos der USA.
Der Film trug den Arbeitstitel The Old Professor. Das Team von Produzent und Regisseur David Butler, seinem Stellvertreter Fred Fleck, der Redakteurin Irene Morra und den Schriftstellern James Kern und David Butler (nicht zu verwechseln mit dem Regisseur) arbeitete bereits 1939 bei dem RKO-Film That's Right, You're Wrong zusammen.
Kay Kyser war, als dieser Film entstand, auf dem Höhepunkt seiner Popularität als Big-Band-Leader und einer der populärsten Entertainer in Amerika, der eine große Fangemeinde hinter sich hatte. So war es nur eine Frage der Zeit, bis ihn sein Weg nach Hollywood führte. Nach That's Right, You're Wrong war dies sein zweiter Film, wobei auch die Besetzung bemerkenswert ist mit den in ihren Rollen fast immer bedrohlich daherkommenden Schauspielern Boris Karloff, Bela Lugosi und Peter Lorre. Pate für diesen Film stand James Whales archetypische Spukhaus-Geschichte von 1932 Das Haus des Grauens, allerdings wurden die meisten Szenen in dieser Verfilmung mit einem Augenzwinkern gespielt. Der Erfolg des Films generierte zahlreiche Nachfolgefilme wie Bob Hopes The Ghost Breakers (1940) und Starr vor Angst (Scared Stiff) von 1953 mit Jerry Lewis und Dean Martin.
1943 kam das Trio Karloff, Lugosi, Lorre wieder zusammen, um ein neues Filmprojekt Chamber of Horrors zu besprechen, das aber nie verwirklicht wurde. Darin sollte neben einer Sequenz mit dem Frankenstein-Monster und Dracula auch der Wolfsmensch, The Invisible Man und The Mad Ghoul vorkommen.

## Musik im Film
(mit fünf neuen 1940 extra für den Film geschriebenen Songs, Musik jeweils von Jimmy McHugh, Text von Johnny Mercer)
- You’ve Got Me This Way – gesungen von Harry Babbitt
- I’d Know You Anywhere – gesungen von Ginny Simms
- The Bad-Humored Man – gespielt von Kay Kyser und seiner Band, gesungen von Sully Mason, Harry Babbitt, M.A. Bogue, Kay Kyser und weiteren Bandmitgliedern
- Like the Fella Once Said – gespielt von Kay Kyser und seiner Band, gesungen von Sully Mason, Harry Babbitt, Ginny Simms, M.A. Bogue, Kay Kyser und weiteren Bandmitgliedern, getanzt von Kay Kyser
- I’ve Got a One Track Mind – gespielt von Kay Kyser und seiner Band, gesungen von Ginny Simms und Harry Babbitt

weitere Songs
- My Bonnie (Lies Over the Ocean), 1881, geschrieben von H.J. Fuller – gespielt von Kay Kyser und seiner Band, gesungen von Jeff Corey
- I’ve Grown So Lonely – Thinking of You, 1926, Musik: Walter Donaldson, Text: Paul Ash
- Heigh Ho, 1937, Musik: Frank Churchill, Text: Larry Morey, gespielt von Kay Kyser und seiner Band, gesprochen von Jeff Corey
- London Bridge is Falling Down, traditionelles Kinderlied, gesungen in der Nummer „Bad Humor Man“
- Three Blind Mice, traditioneller Kinderreim, gesungen in der Nummer „Bad Humor Man“
- Old MacDonald Had a Farm, traditionelles Kinderlied, gesungen in der Nummer „Bad Humor Man“
- Pop! Goes the Weasel, traditioneller englischer Song, gespielt von Kay Kyser und seiner Band

## Kritik
Bosley Crowther von der New York Times rezensierte, dass der Film eine dieser „dummen Schauder-Komödien“ sei, bei dem die Drehbuchautoren über ihre eigenen Ideen erschrocken seien, was die Dialoge und die Entwicklung der Handlung deutlich zeige. Mit drei so bekannten Schurken in einem Film und Herrn Kyser als Gegenüber, würde man eigentlich denken, dass die Handlung etwas origineller sei als Schreie in der Nacht. Einige der Vorfälle seien zwar amüsant, aber im Großen und Ganzen werde Routine geboten und Langeweile.

## Auszeichnungen
1941 waren Jimmy McHugh und Johnny Mercer mit I’d Know You Anywhere aus You’ll Find Out für den Oscar in der Kategorie „Bester Song“ nominiert. Ausgezeichnet wurden jedoch Leigh Harline und Ned Washington mit When You Wish upon a Star aus dem Zeichentrickfilm Pinocchio.